# Isurus
Isurus és un gènere d'elasmobranquis lamniformes de la família Lamnidae, coneguts vulgarment com a taurons makó. Fan entre 4 i 4,5 m de longitud els majors exemplars, podent assolir un pes de 750 kg.

## Taxonomia
Aquest gènere conté dues espècies vivents i diverses d'extintes:
- I. desori †
- I. escheri †
- I. leptodon †
- I. moniwaensis †
- I. oxyrinchus (solraig)
- I. paucus
- I. planus †
- I. praecursor †
- I. retroflexus †
- I. sanctaeclarae †
- I. sillimanii †
- I. spallanzani †